# Nim Chimpsky
Nim Chimpsky (Norman, Oklahoma,  19 de noviembre de 1973 - Texas, 10 de marzo de 2000) fue un chimpancé el cual fue sujeto de un extenso estudio de adquisición de lenguaje animal en la Universidad de Columbia, dirigido por H. S. Terrace. El análisis lingüístico estuvo dirigido por el psicolingüista Thomas Bever. Chimpsky recibió su nombre como un calambur con el de Noam Chomsky, teórico principal sobre la estructura del lenguaje humano y gramática generativa, quien sostiene que los humanos están "programados" para desarrollar lengua. Normalmente llamado Nim Chimpsky, su nombre completo era Neam Chimpsky, y Nim su abreviatura.
La validez del estudio es discutida, cuando Terrace argumentó que todo estudio sobre el lenguaje de los simios, incluyendo el Proyecto Nim, estuvo basado en información errónea sobre los chimpancés. R. Allen y Beatrix Gardner habían hecho un estudio similar anteriormente, llamado Proyecto Washoe, en el cual otro chimpancé fue criado como un niño. Washoe recibió afecto y participó en toda actividad social diaria con su familia adoptiva. Su capacidad de comunicación era de lejos más desarrollada que la de Nim. Washoe vivió 24 horas al día con su familia humana desde su nacimiento. Nim, con dos semanas de vida, fue criado por una familia en un entorno familiar por padres sustitutos humanos, como parte de un estudio "concebido a principios de los 70 como desafío a las tesis de Chomsky de que los humanos son los únicos que tienen lenguaje", pero cuyos "datos, junto con datos de otros estudios, no dieron ninguna evidencia de la capacidad de un simio para utilizar una gramática". Ambos chimpancés pudieron utilizar fragmentos de la lengua de signos estadounidense para hacerse entender.

## Proyecto Nim
El Proyecto Nim era un intento de ir más allá del Proyecto Washoe. Terrace y sus colegas pretendieron utilizar técnicas experimentales más exhaustivas, y la disciplina intelectual de análisis experimental de comportamiento, de modo que las capacidades lingüísticas de los simios pudieran ser expuestas de forma más sostenida.
Roger Fouts escribió: 

Dado que el 98.7% del ADN en humanos y chimpancés es idéntico, algunos científicos (aunque no Noam Chomsky) creen que un chimpancé criado en una familia humana, y utilizando LSA (Lengua de signos americana), podría arrojar luz sobre la dirección de que el lenguaje es adquirido y usado por humanos. El Projecto Nim, encabezado por el psicólogo conductual Herbert Terrace en la Universidad de Columbia, fue concebido a principios de 1970 como un desafío a las tesis de Chomsky de que sólo los humanos poseen lenguaje.

La atención estuvo particularmente centrada en la capacidad de Nim de dar respuestas diferentes a secuencias diferentes de señales y a emitir secuencias diferentes para comunicar un significado diferente. Sin embargo, los resultados, según Fouts, no fueron tan impresionantes como los declarados con el proyecto Washoe. Terrace, pese a todo, fue escéptico del Proyecto Washoe y, según los críticos, fue lejos para desacreditarlo. 
Dado que Nim aprendió 125 signos, Terrace concluyó que no había adquirido nada que los investigadores estuvieran preparados para designar  como "lenguaje" (como el definido por Noam Chomsky), a pesar de que había aprendido a repetir a sus entrenadores señales en contextos apropiados. La lengua está definida como un "sistema articulado" doblemente, en que las señales están formadas para objetos y estados combinados sintácticamente, de maneras que determinan cómo los significados deben ser entendidos. Por ejemplo, "man bites dog" y "dog bites man" utilizan el mismo conjunto de palabras pero debido a su orden serán entendidas por hablantes ingleses denotando significados muy diferentes.
Uno de los colegas de Terrace, Laura-Ann Petitto, estimó que con criterios más estándar, Nim contaba con un vocabulario más cercano a 25 que a 125. Aun así, otro alumno el cual cuidó de Nim más tiempo que Petitto discrepó de ella y con la manera en la que Terrace dirigió su experimento. Los críticos afirman que Terrace utilizó su análisis para destruir el movimiento de la búsqueda del lenguaje de los simios. Terrace argumentó que ninguno de los chimpancés utilizaba lenguaje, porque podrían aprender señales pero no podrían formarlas sintácticamente como una lengua, como describió arriba.
Terrace y sus colegas concluyeron que el chimpancé no mostró ningún comportamiento secuencial significativo que revelase gramática humana. El uso de la lengua de Nim era estrictamente pragmático, como medio de obtener un resultado, a diferencia del de un niño, el cual puede servir para generar o expresar significados, pensamientos o ideas. No había nada que pudiese ser enseñado a Nim que no pudiese ser enseñado a una paloma usando los principios del condicionamiento operante. Los investigadores por tanto cuestionaron las declaraciones hechas sobre el comportamiento de Washoe, y argumentaron que los resultados aparentemente impresionantes podrían equivaler a nada más de un efecto de "Clever Hans", por no mencionar una aproximación experimental relativamente informal.
Los críticos de los estudios lingüísticos de los primates incluyen a Thomas Sebeok, semiótico e investigador de sistemas de comunicación no humanos, quien escribió: 

En mi opinión, los supuestos experimentos de idiomas con simios se dividen en tres grupos: uno, fraude absoluto; dos, autoengaño; tres, los realizados por Terrace. La clase más grande es la segunda.

Sebeok hizo también comparaciones sobre Washoe con Clever Hans. Algunos psicólogos evolutivos, en efecto estando de acuerdo con Chomsky, argumentan que la imposibilidad aparente de enseñar el lenguaje a animales es indicativo de que la capacidad de utilizar la lengua es un desarrollo connaturalmente humano.
Proyecto Nim, una película documental de James Marsh sobre el estudio de Nim, explora la historia (y la riqueza de imágenes de archivo) para considerar asuntos éticos, las experiencias emocionales de los entrenadores y del chimpancé, y los asuntos más profundos que el experimento levantó. Este documental (producido por BBC Films, Red Box Films y Passion Films) abrió en 2011 el Festival de Cine de Sundance. La película fue hecha pública en cines el 8 de julio de 2011 por Roadside Atraccions, y fue puesta a la venta en DVD el 7 de febrero de 2012.

## Objeciones
La aproximación escéptica de Terrace a las declaraciones de que los chimpancés podrían aprender y entender el lenguaje de signos llevó a arduas disputas con Allen y Beatrix Gardner, quienes iniciaron el Proyecto Washoe. Los Gardner argumentaron que la aproximación de Terrace al entrenamiento y el uso de muchos ayudantes diferentes no  desarrollaron los recursos cognitivos y lingüísticos del chimpancé plenamente. 
Roger Fouts, integrante del Proyecto Washoe, también declaró que el Proyecto Nim fue pobremente desarrollado porque no utilizó una metodología lo bastante fuerte para evitar tales comparaciones y defenderse. También comparte el punto de vista de los Gardner de que el proceso de adquirir habilidades de lenguaje a través de interacciones sociales naturales da sustancialmente resultados mejores que el del comportamiento conductista. Fouts argumenta, basándose en experimentos propios, que el conductismo puro puede llevar el uso de lengua a un método principalmente dirigido  a conseguir recompensas más que de levantar capacidades de comunicación. Fouts declaró más tarde, sin embargo, que una comunidad de chimpancés que utilizaba el Lenguaje de señas americano (LSA) (incluyendo Washoe) estaba utilizando espontáneamente esta lengua como parte de su sistema de comunicación interno. Incluso han enseñado directamente signos LSA a sus hijos (Loulis) sin intervención o ayuda humana. Esto significa no sólo que pueden utilizar la lengua sino que se ha convertido en una parte significativa de sus vidas.

La controversia no está completamente resuelta, en parte porque los costes financieros y otros costes para llevar a cabo los experimentos de entrenamiento del lenguaje con simios hacen difíciles los estudios. Las definiciones de lenguaje e imitación, y la cuestión de cómo fue realizado el lenguaje de Nim, son controvertidas. 

## Retiro y fallecimiento
Cuándo Terrace acabó el experimento, Nim fue transferido de vuelta al Instituto de Estudio de Primates en Oklahoma, donde luchó por adaptarse después de ser entrenado para vivir como un niño durante la primera década de su vida. Cuando Terrace hizo su primera y única visita para ver a Nim después de un año en el Instituto de Estudio de Primates, Nim corrió a Terrace tras verlo, visiblemente excitado. También mostró el progreso que había hecho durante el Proyecto Nim, ya que inmediatamente empezó a conversar en lenguaje de signos con Terrace. Nim entró en un estado de depresión tras la marcha de Terrace, quien nunca volvió para verlo de nuevo. Nim desarrolló amistad con muchos de los trabajadores del Instituto de Estudio de Primates, y aprendió algunos signos más, incluido el signo llamado "stone" ("piedra"), el cual indicaba que Nim quería fumar marihuana.
El Instituto más tarde vendió a Nim al Laboratorio para Cirugía Experimental en Primates (LEMSIP), un laboratorio farmacéutico para realizar pruebas en animales.
Nim murió el 10 de marzo de 2000, a los 26 años, de un infarto agudo al miocardio. La historia de Nim y otros animales que aprenden un lenguaje es contada por Eugene Linden en su libro Silent Partners: The Legacy of the Ape Language Experiments.